# Vaksdal
Vaksdal (La vallée de la baie) est une kommune limitrophe de Bergen, dans le comté de Vestland, en Norvège. Elle comptait 4 118 habitants en 2006.

## Villages
- Stanghelle